# Cemitério Judaico (Mandel)

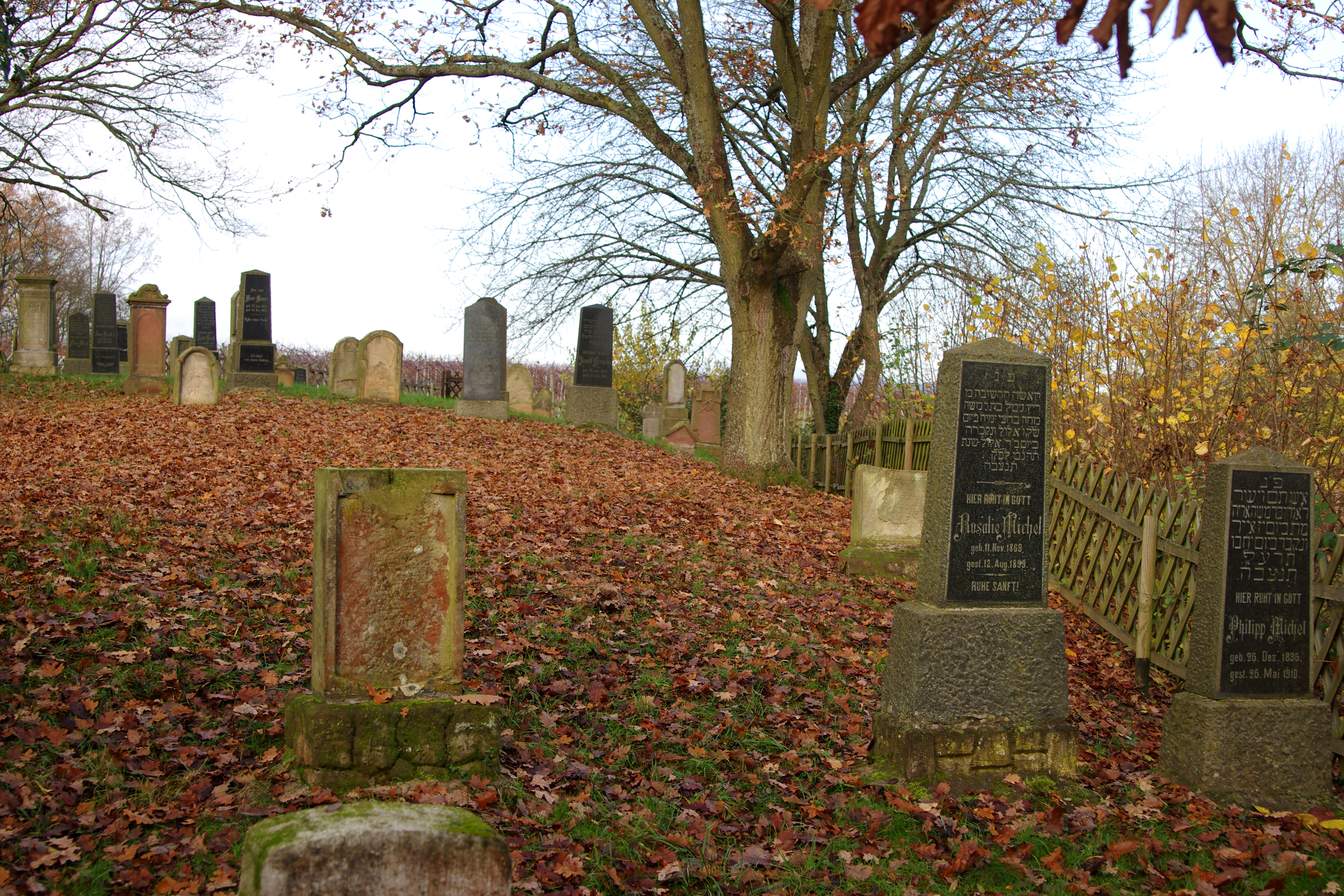
Cemitério Judaico de Mandel

O Cemitério Judaico de Mandel (em alemão:  Jüdische Friedhof in Mandel), um município em Bad Kreuznach, Renânia-Palatinado, foi construído antes de 1821. O cemitério judaico fica ao norte da vila no corredor Auf dem Judenkirchhof.
O cemitério judaico é constituído por uma parte mais antiga com 43 sepulturas identificáveis e uma parte mais nova a cerca de dez metros de distância com três sepulturas. O último enterro ocorreu em 1933 (Julius Hirsch, falecido em 18 de novembro de 1933).